# Materia programmabile
La materia programmabile è la materia con la capacità di cambiare le sue proprietà fisiche (forma, densità, conduttività, proprietà ottiche...) in maniera programmabile basandosi su comandi, impulsi esterni.
Il termine fu coniato nel 1991 da Toffoli e Margolus per riferirsi a un insieme di elementi di calcolo di grana fine disposti nello spazio.
Il loro articolo descrive un substrato di calcolo che è composto da nodi computazionali di grana fine distribuiti per lo spazio che comunicano solo attraverso le interazioni con i vicini più prossimi.
In questo contesto per materia programmabile si intende il calcolo di modelli simili agli automi cellulari (Rothman & Zaleski 1997).
L'architettura CAM-8 è un esempio di realizzazione hardware di questo modello. Questa funzione è anche conosciuta come "aree di riferimento digitali" in alcune forme di scienza delle macchine autoreplicatrici.